# Лють (фільм, 2014)
«Лють» (англ. Fury) — американський військовий драматичний фільм 2014 року, режисера Девіда Еєра, з Бредом Піттом у головній ролі, про події на Західному фронті наприкінці Другої світової війни.
Світова прем'єра — 17 жовтня 2014 року, в Україні — 30 жовтня 2014 року.

## Сюжет
У квітні 1945 року війська Західного Альянсу ведуть наступ на території нацистської Німеччини, зустрічаючи запеклий опір. Дон «Вордадді» Колльєр — загартований у боях сержант першого класу армії США з Другої бронетанкової дивізії — командує танком M4 «Шерман» на прізвисько Fury («Лють»). Екіпаж танка, який пройшов із ним кампанії в Північній Африці, складається з навідника Бойда «Байбл» Свана, заряджаючого Грейді «Кун-Асса» Тревіса, водія Тріні «Гордо» Гарсії та помічника водія–кулеметника на корпусі, на прізвисько Ред. Після загибелі Реда в бою його замінює рядовий Норман Еллісон — молодий клерк-друкар із корпусу V.
У міру просування вглиб Німеччини екіпаж недолюблює Нормана через його відсутність бойового досвіду та відразу до насильства. Під час пересування в колоні танків Норман помічає групу прихованих солдатів гітлер’югенду, але не стріляє. Унаслідок цього ворог атакує з Panzerfaust, знищує головний танк і вбиває командира взводу з екіпажем. Дон у гніві звинувачує Нормана у втраті, а Fury бере командування колоною на себе.
Згодом, під час чергового бою, Норман знову вагається під вогнем німецьких гармат. Після бою Дон наказує йому стратити полоненого німецького солдата. Коли той відмовляється, Дон силоміць кладе револьвер у його руку й змушує натиснути на гачок, убивши солдата та спричинивши глибоку психологічну травму Норману.
Після захоплення німецького містечка Кірхойзен, Дон і Норман знаходять у квартирі двох жінок — Ірму та Емму. Дон приносить їм їжу, а жінки готують обід і гарячу воду для гоління. Вони зближуються, і Норман, за ініціативою Дона, проводить інтимний момент із Еммою. Під час обіду до квартири вривається п’яний екіпаж Fury, поводячись грубо, знущаючись із жінок і принижуючи Нормана. Між ними та Доном виникає напружене протистояння, яке перериває наказ про нову термінову місію. Невдовзі артобстріл накриває місто, й Емма гине, викликаючи в Нормана глибокий емоційний зрив.
Танковому підрозділу наказують утримувати стратегічне перехрестя, щоб захистити тил основних сил дивізії. Під час руху їх атакує єдиний танк Tiger I, який знищує три з чотирьох американських танків, поки Fury не вдається його знешкодити. Радіо пошкоджено, й Дон не може викликати підкріплення. Незважаючи на це, він вирішує утримувати позицію самотужки. На перехресті танк наїжджає на міну й знерухомлюється. Дон посилає Нормана на розвідку, і той виявляє наближення великого батальйону військ Ваффен-СС.
Екіпаж планує відступити, але Дон наполягає залишитися. Норман вирішує підтримати його, і зрештою решта екіпажу також залишається. Вони маскують Fury, щоб створити враження знищеного танка, й ховаються всередині. Очікуючи на останній бій, чоловіки діляться цитатами з Біблії, й Норман отримує прізвисько «Машина», здобувши повагу товаришів.
Коли підрозділ СС прибуває, екіпаж Fury влаштовує засідку, завдаючи противнику великих втрат. У запеклому бою Грейді гине від Panzerfaust, що пробиває башту; Гордо — смертельно поранений — падає в танк з гранатою в руці й жертвує собою, накривши вибух тілом; Байбл вбитий снайпером. Дон також поранений і повертається до танка. Залишившись без набоїв і оточений, Норман хоче здатися, але Дон попереджає, що його замучать, і наказує втекти через люк під танком. Норман вислизає перед тим, як німці закидають танк гранатами, вбиваючи Дона. Ховаючись під танком, Норман помічає молодого солдата СС, який вирішує його пощадити й мовчки йде далі.
Наступного ранку Норман повертається в танк, щоб попрощатися з тілом Дона, й накриває його своєю курткою. Почувши, що хтось піднімається на Fury, Норман готується до бою з револьвером Дона, але виявляє, що це американські солдати. Медики допомагають йому сісти в швидку, і він спостерігає, як колона армії США проходить повз понівечений Fury, навколо якого лежать сотні мертвих солдатів Ваффен-СС.

## У ролях
| Актор               | Роль                    |
| ------------------- | ----------------------- |
| Бред Пітт           | Дон «Wardaddy» Коллієр  |
| Логан Лерман        | Норман «Машина» Еллісон |
| Шая Лабаф           | Бойд «Пастор» Свон      |
| Майкл Пенья         | Тріні «Гордо» Гарсія    |
| Джон Бернтал        | Грейді «Койот» Тревіс   |
| Джейсон Айзекс      | капітан Веґґонер        |
| Бред Вільям Генке   | сержант Девіс           |
| Джим Перрак         | сержант Бинковські      |
| Ксав'єр Семюель     | лейтенант Паркер        |
| Скотт Іствуд        | сержант Майлз           |
| Кевін Венс          | сержант Пітерсон        |
| Алісія фон Ріттберґ | Емма                    |
| Анамарія Марінка    | Ірма                    |

## Зйомки
Зйомки картини почалися у вересні 2013 року в Лондоні. У фільмі використовується танк «Тигр», єдиний нині на ходу.
Продюсер фільму Джон Лешер розповів про тонкощі зйомки фільму: «Ми знімаємо на плівку, використовуємо аноморфний об'єктив, візки для камер. Це чудовий, вишуканий спосіб зйомки фільму».
Його співпродюсер Білл Блок додав: «У фільмі є екшн, тривога, напруга. Такого фільму про Другу світову ви ще ніколи не бачили».
Девід Еєр про фільм: «Дії у фільмі відбуваються в Німеччині в 45-му році. Війна майже закінчилася. Це правдивий погляд на життя одного танкового екіпажу. Вони втомилися, знесилені, убиті горем, вони повністю виснажені. Можна сказати, що це сім'я, яка потрапила в жахливу ситуацію. Це пісня про героїв. У кожного з них своя історія».
На зйомках Майкл Пенья сказав так: «Фактично, це опис персонажів зі сценами бою».
«У цьому фільмі абсолютно все перевищило мої очікування», — розповів ув інтерв'ю Логан Лерман після зйомок фільму.
Шая Лабаф про фільм: «Таке кіно знімати нелегко з точки зору декорацій, акторської гри. Кожен викладається на всі сто».